# Roemenië op de Olympische Zomerspelen 1924
Roemenië nam deel aan de Olympische Zomerspelen 1924 in Parijs, Frankrijk. Het was de eerste keer dat Roemenië met meerdere deelnemers aantrad. Eerder in 1900 in Parijs deed een individuele atleet mee. De allereerste Roemeense Olympische medaille werd behaald door het rugbyteam.

## Medailleoverzicht
| Sport | Olympiër | Onderdeel | Medaille |
| ----- | --- | --------- | -------- |
| Rugby | Nicolae Anastasiade Dumitru Armăşel Gheorghe Benţia J. Cociociaho Constantin Cratunescu Teodor Florian Petre Ghiţulescu Ion Gîrleşteanu Octav Luchide Jean Henry Manu Nicolae Mărăscu Teodor Marian Sorin Mihăilescu Paul Nedelcovici Iosif Nemeş Eugen Sfetescu Mircea Sfetescu Soare Sterian Mircea Stroescu Atanasie Tănăsescu Mihai Vardala Paul Vidraşcu Dumitru Volvoreanu | mannen    | Brons    |

## Deelnemers en resultaten

### Rugby
| Olympiër | Discipline | Resultaat | Prestatie                                          |
| --- | ---------- | --------- | -------------------------------------------------- |
| Nicolae Anastasiade Dumitru Armăşel Gheorghe Benţia J. Cociociaho Constantin Cratunescu Teodor Florian Petre Ghiţulescu Ion Gîrleşteanu Octav Luchide Jean Henry Manu Nicolae Mărăscu Teodor Marian Sorin Mihăilescu Paul Nedelcovici Iosif Nemeş Eugen Sfetescu Mircea Sfetescu Soare Sterian Mircea Stroescu Atanasie Tănăsescu Mihai Vardala Paul Vidraşcu Dumitru Volvoreanu | mannen     | Brons     | V van Frankrijk: 3-59 V van Verenigde Staten: 0-37 |

### Schietsport
| Olympiër                                                                                 | Discipline                                | Resultaat | Prestatie      |
| ---------------------------------------------------------------------------------------- | ----------------------------------------- | --------- | -------------- |
| Vasile Ghițescu                                                                          | 50 meter klein kaliber geweer liggend (m) | 63e       | 355 punten     |
| Constantin Țenescu                                                                       | 50 meter klein kaliber geweer liggend (m) | 65e       | 326 punten     |
| Simion Vartolomeu                                                                        | 50 meter klein kaliber geweer liggend (m) | 52e       | 369 punten     |
| Alexandru Vatamanu                                                                       | 50 meter klein kaliber geweer liggend (m) | 66e       | 321 punten     |
| Vasile Ghițescu                                                                          | 600 meter vrij geweer liggend (m)         | 68e       | 57 punten      |
| Constantin Țenescu                                                                       | 600 meter vrij geweer liggend (m)         | 19e       | 83 punten      |
| Simion Vartolomeu                                                                        | 600 meter vrij geweer liggend (m)         | 55e       | 70 punten      |
| Alexandru Vatamanu                                                                       | 600 meter vrij geweer liggend (m)         | DNF       | niet gefinisht |
| Vasile Ghițescu Mihai Plătăreanu Constantin Țenescu Simion Vartolomeu Alexandru Vatamanu | 400, 600, 800 meter vrij geweer team (m)  | 13e       | 524 punten     |

### Tennis
| Olympiër                      | Discipline     | Resultaat | Prestatie                                                                                   |
| ----------------------------- | -------------- | --------- | ------------------------------------------------------------------------------------------- |
| Gheorghe Lupu                 | enkelspel (m)  | 33e       | 1ste ronde: W van MEX del Canto: 6-3, 6-3, 6-4 2de ronde: V van USA Washburn: 2-6, 3-6, 4-6 |
| Nicolae Mișu                  | enkelspel (m)  | 61e       | 1ste ronde: V van BEL Washer: 3-6, 4-6, 2-6                                                 |
| Alexandru Roman               | enkelspel (m)  | 33e       | 1ste ronde: vrij 2de ronde: V van HUN von Kehrling: 1-6, 1-6, 2-6                           |
| Misu Stern                    | enkelspel (m)  | DNS       | niet gestart                                                                                |
| Gheorghe Lupu Alexandru Roman | dubbelspel (m) | 29e       | 1ste ronde: V van CHI D Torralva/L Torralva: 5-7, 2-6, 3-6                                  |
| Nicolae Mișu Misu Stern       | dubbelspel (m) | DNS       | niet gestart                                                                                |

### Voetbal
| Olympiër | Discipline | Resultaat | Prestatie                        |
| --- | ---------- | --------- | -------------------------------- |
| Iosif Bartha Nicolae Bonciocat Aurel Guga Nicolae Hönigsberg Alexandru Kozovits Attila Molnar Ştefan Ströck Albert Ströck-Török Mihai Tänzer Rudolf Wetzer Francisc Zimmermann Adalbert Ritter Atanasie Protopopesco Augustin Semler Carol Frech Dezideriu Iacobi Elemer Hirsch Francise Ronnay Jacob Holz Oscar Tritsch Pompei Lazar | mannen     | 9e        | 1ste ronde: V van Nederland: 0-6 |

Argentinië · Australië · België · Brazilië · Brits-Indië · Bulgarije · Canada · Chili · Cuba · Denemarken · Ecuador · Egypte · Estland · Filipijnen · Finland · Frankrijk · Griekenland · Groot-Brittannië · Haïti · Hongarije · Ierland · Italië · Japan · Joegoslavië · Letland · Litouwen · Luxemburg · Mexico · Monaco · Nederland · Nieuw-Zeeland · Noorwegen · Oostenrijk · Polen · Portugal · Roemenië · Spanje · Tsjecho-Slowakije · Turkije · Uruguay · Verenigde Staten · Zuid-Afrika · Zweden · Zwitserland